# Богучани
Богучани (рос. Богучаны) — село в Росії, у Красноярському краї, адміністративний центр Богучанського району. Населення - 11 232 осіб.

## Географія
Райцентр розташований в кінцевій точці регіональної автодороги 04К-020 Канськ - Богучани (330 км) на лівому березі Ангари. Біля села річка має ширину більше двох кілометрів, нижче за течією, знаходиться автомобільний міст через Ангару (відкритий 30 вересня 2011 року). У селі знаходиться аеропорт, за 45 км на південь від райцентру розташована залізнична станція Карабула в однойменному селі. У східному напрямку від Богучани відходить регіональна автодорога 04К-006 до Богучанської ГЕС (135 км) і міста Кодинський (148 км).

## Економіка
Богучанської район багатий великими запасами корисних копалин, таких як нафта, газ, вугілля, різні метали тощо. В районі ведеться будівництво залізниці, целюлозно-паперового комбінату і Богучанського алюмінієвого заводу. Економіка представлена видобутком корисних копалин та їх розвідкою, заготівлею деревини, транспортуванням вантажів і сферою різноманітного обслуговування бізнесу та населення.

## Транспорт

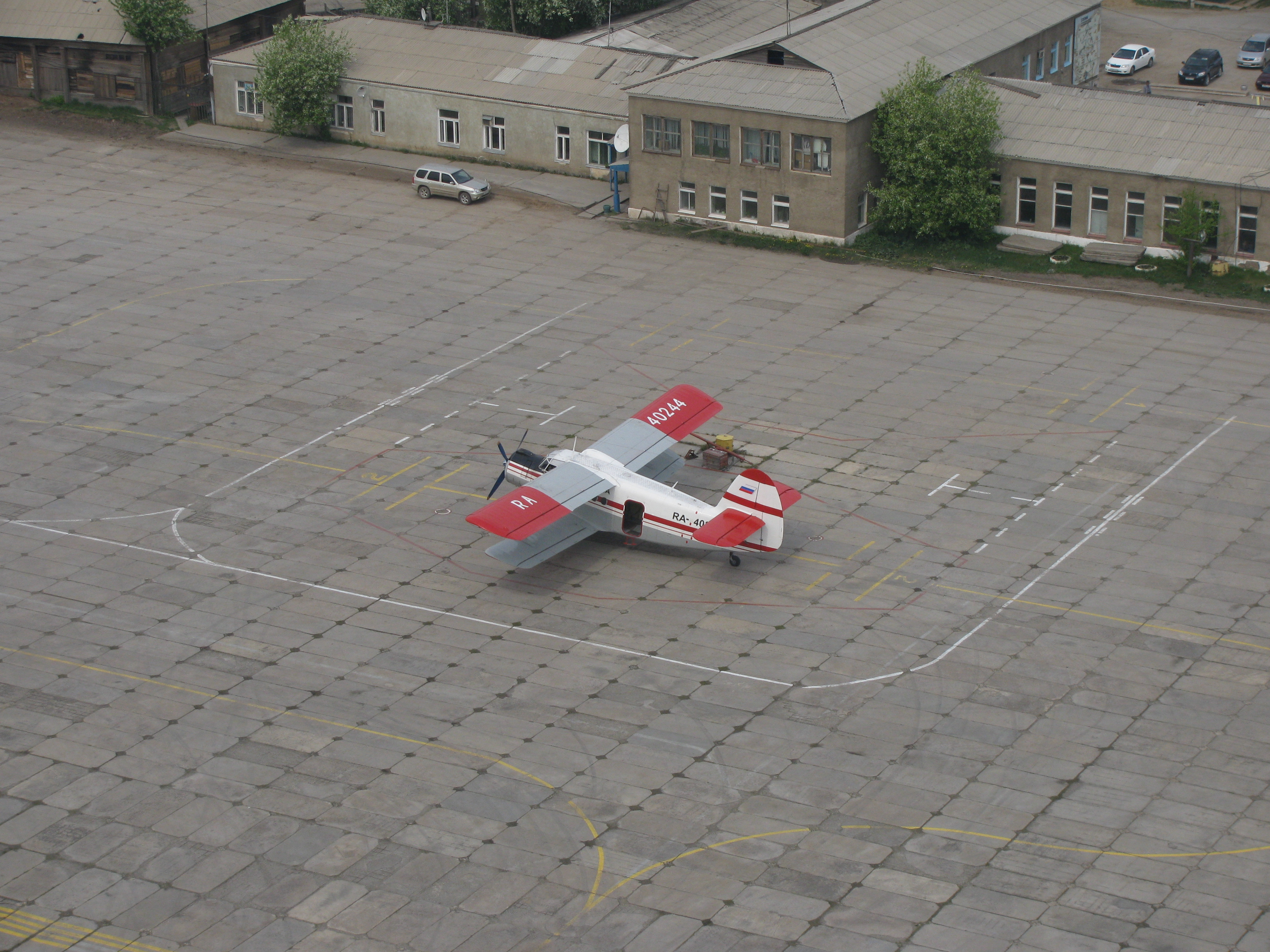
Аеропорт Богучани

- Аеропорт «Богучани».